# Elecciones municipales de 2019 en Griñón
Las elecciones municipales de 2019 se celebraron en Griñón el domingo 26 de mayo, de acuerdo con el Real Decreto de convocatoria de elecciones locales en España dispuesto el 1 de abril de 2019 y publicado en el Boletín Oficial del Estado el día 2 de abril. Se eligieron los 17 concejales del pleno de Ayuntamiento de Griñón, a través de un sistema proporcional (método d'Hondt), con listas cerradas y un umbral electoral del 5 %.

## Resultados
Tras las elecciones, el partido vecinal Ciudadanos Independientes de Griñón resultó ser el ganador con 8 escaños, obteniendo  dos escaños más que en la anterior legislatura y casi la mayoría absoluta; el PP obtuvo tres escaños, teniendo uno menos que en la anterior, el PSOE se mantuvo en dos escaños, Vox fue la tercera fuerza en el consistorio al obtener 2 escaños, tras no obtener ninguno en la anterior legislatura; y Podemos y Cs entraron por primera vez al consistorio con 1 escaño cada uno.
| Candidatura                              | Candidatura                                        | Candidato                         | Votos | %                                       | Escaños                                 |
| ---------------------------------------- | -------------------------------------------------- | --------------------------------- | ----- | --------------------------------------- | --------------------------------------- |
|                                          | Ciudadanos Independientes de Griñón (C.I.D Griñón) | José María Porras Agenjo          | 1927  | 38,26                                   | 8                                       |
|                                          | Partido Popular (PP)                               | José Ignacio Castellanos Calzón   | 864   | 17,16                                   | 3                                       |
|                                          | Vox                                                | Miguel Ángel Ortega Sánchez       | 552   | 10,96                                   | 2                                       |
|                                          | Partido Socialista Obrero Español (PSOE)           | Eva María Cuñat García de la Rica | 536   | 10,64                                   | 2                                       |
|                                          | Ciudadanos-Partido de la Ciudadanía (Cs)           | Javier Aceituno Ortega            | 419   | 8,32                                    | 1                                       |
|                                          | Podemos (Podemos)                                  | Kira Sonia Marín Sánchez          | 278   | 5,52                                    | 1                                       |
| Regeneración Democrática de Griñón (RDG) | Regeneración Democrática de Griñón (RDG)           | Virginia Cortés Vallejo           | 197   | 3,91                                    | 0                                       |
| Alternativa Para Griñón (APGr)           | Alternativa Para Griñón (APGr)                     | Vicente Calvo Calvo               | 174   | 3,46                                    | 0                                       |
| Izquierda Unida- Madrid en Pie (IU-MeP)  | Izquierda Unida- Madrid en Pie (IU-MeP)            | Sara Díaz Chapado                 | 31    | 0,62                                    | 0                                       |
| Votos en blanco                          | Votos en blanco                                    | Votos en blanco                   | 58    | 1,15                                    | n/a                                     |
| Votos válidos                            | Votos válidos                                      | Votos válidos                     | 4.978 | 100,00                                  | 17                                      |
| Votos nulos                              | Votos nulos                                        | Votos nulos                       | 49    | Participación: · \| \| 66.67 % \| 2,89% | Participación: · \| \| 66.67 % \| 2,89% |
| Votantes                                 | Votantes                                           | Votantes                          | 5.085 | Participación: · \| \| 66.67 % \| 2,89% | Participación: · \| \| 66.67 % \| 2,89% |
| Electores                                | Electores                                          | Electores                         | 7.627 | Participación: · \| \| 66.67 % \| 2,89% | Participación: · \| \| 66.67 % \| 2,89% |
|                                          | 66.67 %                                            |                                   |       |                                         |                                         |

## Concejales electos
| N.º | Nombre                          | Lista | Lista   |
| --- | ------------------------------- | ----- | ------- |
| 1   | José María Porras Agenjo        |       | CIDG    |
| 2   | Marta Beatriz Casillas Catalán  |       | CIDG    |
| 3   | José Ignacio Castellanos Calzón |       | PP      |
| 4   | José María Amor Núñez           |       | CIDG    |
| 5   | Miguel Ángel Ortega Sánchez     |       | Vox     |
| 6   | Eva María Cuñat García          |       | PSOE    |
| 7   | Vanessa Sánchez García          |       | CIDG    |
| 8   | Miguel Pereda Navarro           |       | PP      |
| 9   | Javier Aceituno Ortega          |       | Cs      |
| 10  | Virginia Pilar Ruiz Martínez    |       | CIDG    |
| 11  | Álvaro Fernández Ruiz           |       | CIDG    |
| 12  | Elena Jiménez Ruiz              |       | PP      |
| 13  | Rebeca Ortego Conesa            |       | Vox     |
| 14  | Amalio Rodríguez Martín         |       | CIDG    |
| 15  | Kira Sonia Marín Sánchez        |       | Podemos |
| 16  | Juan Carlos Benito Merino       |       | PSOE    |
| 17  | José Antonio Ruiz Rosado        |       | CIDG    |